# Chiesa di Santa Maria de Metrio
Sancta Maria de Metrio (o Sancta Maria de Metrii) è una chiesa scomparsa di Roma, nota soltanto dalle fonti scritte che la nominano solo a partire dal XIII secolo.
I cataloghi del XIII e del XIV secolo la collocano tra Santa Maria Nova (l'odierna Santa Francesca Romana) e San Salvatore de Arcu Trasi (presso l'arco di Costantino).
Il monastero annesso alla chiesa ospitava una comunità di canonici regolari della penitenza dei Beati Martiri: a esso papa Alessandro IV, con bolla del 9 aprile 1256, concesse la protezione apostolica, privilegi ed esenzioni.
Il nome potrebbe derivare dalla locuzione "de meta" (riferita alla vicina Meta Sudans) oppure dal nome Demetrius, che ben si adatterebbe ad un monastero di cui però non si ha conoscenza nelle vicinanze.
In passato la chiesa è stata erroneamente riconosciuta in un'aula absidata impiantata nel IV secolo nel complesso delle cosiddette Terme di Elagabalo.
L'edificio è citato in alcuni documenti papali tra il 1256 (papa Alessandro IV) ed il 1370 (papa Urbano V).